# 3732 Vávra
A 3732 Vávra (ideiglenes jelöléssel 1984 SR1) a Naprendszer kisbolygóövében található aszteroida. Zdenka Vávrová fedezte fel 1984. szeptember 27-én.